# شارلوته فورجيتسكي
شارلوته فورجيتسكي (بالألمانية: Charlotte Worgitzky) (ولدت في آنابرغ-بوخهولتس في يونيو 1934) هي أديبة وممثلة ألمانية.

## حياتها
نشأت شارلوته فورجيتسكي في لايبزيغ. والتحقت من عام 1951 حتى 1954 بمدرسة التمثيل والمسرح في لايبزيغ.
وقد عملت في العديد من المسارح، وكان آخرها مسرح جوركي في برلين Gorki-Theater . واشتركت في حلقة الكتابة التي كان مديرها بيتر هاكس، فتخلت عن مهنة التمثيل كي تتفرغ تماما للكتابة.
عاشت منذ عام 1961 في برلين حتى وفاتها سنة 2018.

## أدبها
كتبت شارلوته العديد من الأعمال القصصية التي تدور حول موضوعات تتعلق بالمرأة، مثل المساواة والإجهاض والموت الرحيم. وانتسبت إلى اتحاد الكتاب الألمان منذ عام 1975.

## أعمالها
1. الأبرياء 1975
2. ذو الأربعة أعين أو الأعمى 1978
3. أولادي الذين لم يولدوا 1982
4. اليوم يموت الآخرون دائما 1986
5. حلم عن أشياء ممكنة 1991
6. مساء طويل 2001

## روابط خارجية
- شارلوته فورجيتسكي على موقع IMDb (الإنجليزية)